# Cryptolabis (Cryptolabis) jubilata
Cryptolabis (Cryptolabis) jubilata is een tweevleugelige uit de familie steltmuggen (Limoniidae). De soort komt voor in het Neotropisch gebied.